# Becquerel (cràter)
|  | Aquest article tracta sobre un cràter lunar. Si cerqueu un cràter marcià, vegeu «Becquerel (cràter marcià)». |

Becquerel és un cràter d'impacte que es troba a l'hemisferi nord de la cara oculta de la Lluna. És una formació antiga i molt desgastada que ara és poc més que una depressió irregular a la superfície. La vora exterior s'ha desgastat i remodelat fins a formar una regió muntanyosa al voltant de l'interior més pla.

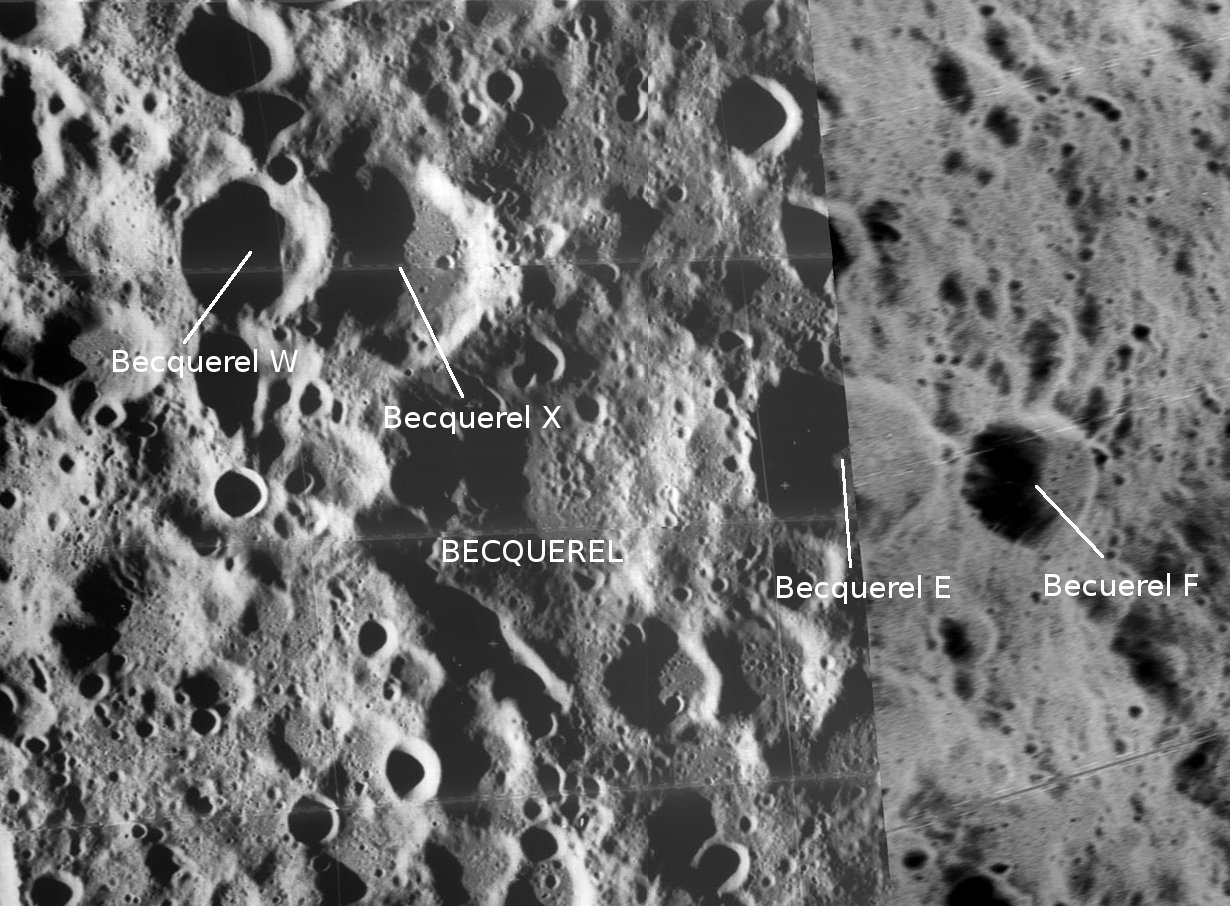
Localització de Becquerel (centre de la imatge)
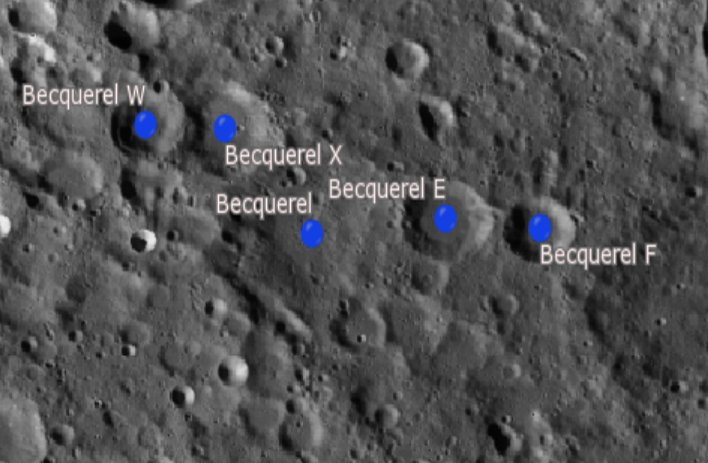
Cràters satèl·lit

La més notable de les formacions en la vora és Becquerel X, que és part d'un cràter doble al llarg de la vora nord-oest. Hi ha una curta vall paral·lela a la vora del sud-oest, molt probablement formada per la fusió de diversos cràters petits. El sòl interior de Becquerel és relativament pla, però amb seccions accidentades i diversos petits cràters que marquen la superfície. Hi ha una taca fosca de baix albedo prop de la vora sud.

## Cràters satèl·lit
Per convenció aquests elements són identificats en els mapes lunars posant la lletra en el costat del punt central del cràter que està més proper a Becquerel.
| Becquerel | Coordenades                            | Diàmetre |
| --------- | -------------------------------------- | -------- |
| E         | 41° 00′ N, 131° 30′ E / 41.0°N,131.5°E | 32 km    |
| F         | 40° 54′ N, 132° 54′ E / 40.9°N,132.9°E | 21 km    |
| W         | 42° 12′ N, 126° 54′ E / 42.2°N,126.9°E | 27 km    |
| X         | 42° 12′ N, 128° 06′ E / 42.2°N,128.1°E | 34 km    |